# Otto Mayr (Technikhistoriker)
Otto Mayr (* 2. November 1930 in Essen; † 10. Februar 2025 in Lindau (Bodensee)) war ein deutscher Technikhistoriker und Hochschullehrer.

## Leben
Nachdem er 1956 an der TU München Dipl.-Ing. für Maschinenbau geworden war, verbrachte er ein Jahr als Forschungsassistent am Heat Power Laboratory des MIT. Danach arbeitete er bei den Gebrüder Sulzer in der Schweiz. 1960 ging er wieder in die USA und arbeitete bei den Taylor Instrument Companies in Rochester (New York) in der Control Instruments Division. 1962 wurde er Dozent und später Assistant Professor für Maschinenbau am Rochester Institute of Technology.
1965 ging er als wissenschaftlicher Mitarbeiter an das Deutsche Museum in München, wo er im Forschungsinstitut für Wissenschafts- und Technikgeschichte arbeitete.
Die TU München verlieh ihm 1968 den Doktortitel (Dr. rer. nat.) für seine Arbeit Zur Frühgeschichte der technischen Regelungen.
Er ging wieder in die USA an das National Museum of History and Technology (heute National Museum of American History) der Smithsonian Institution, wo er als Berater, Kurator und Chairman des Department of History of Science and Technology arbeitete. 1983 folgte er dem Ruf nach München als Generaldirektor des Deutschen Museums, wo er bis zu seiner Pensionierung 1992 blieb. 1988 erhielt er das Verdienstkreuz 1. Klasse der Bundesrepublik Deutschland. Im Jahr seiner Pensionierung wurde Mayr mit der Leonardo-da-Vinci-Medaille ausgezeichnet, dem renommierten Preis für Technikgeschichte der von Melvin Kranzberg gegründeten Society for the History of Technology (SHOT).

## Bücher
- Zur Frühgeschichte der technischen Regelungen. München: Oldenbourg, 1969. – Englische Übersetzung: Origins of Feedback Control. Cambridge MA: M.I.T. Press, 1970.
- Feedback Mechanisms in the Historical Collections of the National Museum of History and Technology. Washington DC: Smithsonian Institution Press, 1971.
- (als Herausgeber): Philosophers and Machines: Selections from Isis. New York: Science History Publ., 1976.
- (als Herausgeber, mit Klaus Maurice): The Clockwork Universe: German Clocks and Automata 1550–1650. New York: Neale Watson, 1980. – Deutsche Übersetzung: Die Welt als Uhr. München: Deutscher Kunstverlag. 1980.
  - als Bearbeiter mit Klaus Maurice: Silvio A. Bedini: Die mechanische Uhr und die wissenschaftliche Revolution. In: Die Welt als Uhr. Deutsche Uhren und Automaten 1550–1650. Ausstellungs-Katalog Bayerisches Nationalmuseum, München 1980, S. 21–29.
- (als Herausgeber, mit Robert C.Post): Yankee Enterprise: The Rise of the American System of Manufacture. Washington DC: Smithsonian Institution Press, 1981 (ins Japanische übersetzt).
- Authority, Liberty and Automatic Machinery in Early Modern Europe. Baltimore: Johns Hopkins University Press, 1986. – Deutsche Übersetzung: Uhrwerk und Waage: Autorität, Freiheit und technische Systeme in der frühen Neuzeit. München: C.H.Beck, 1987.  Italienische Übersetzung: La bilancia e l’orologio: Libertà e autorità nel pensiero politico dell’Europa moderna. Bologna: il Mulino, 1988.  Japanische Übersetzung: Tokyo: Heibonsha Ltd., 1997. Spanische Übersetzung: Autoridad, libertad y maquinaria automática en la primera modernidad europea. Barcelona: Acantilado, 2012.
- (als Herausgeber): Deutsches Museum (in series: Museen der Welt). London and Munich: C.H.Beck and Scala, 1990. – Englische Übersetzung: The Deutsches Museum. London: Scala, 1990.
- Wiederaufbau: Das Deutsche Museum 1945–1970. München: Deutsches Museum, 2003.
- Mayr'sche Familiengeschichte. 2 Bände. Snake Hill, Virginia: Privatdruck, 2008
- Die schwedische Belagerung der Reichsstadt Lindau 1647: Der Dreißigjährige Krieg am Bodensee und in Oberschwaben (= Historischer Verein Lindau: Neujahrsblatt. Bd. 53). München: Allitera, 2016.